# Raiz da Gávea Esporte Clube
Raiz da Gávea Esporte Clube é uma agremiação esportiva da cidade do Rio de Janeiro, fundada a 29 de setembro de 1974.

## História
Estréia em 1993 no Departamento Amador da Capital. Após disputar por alguns anos os certames desse departamento, o clube da Rocinha, maior favela da América Latina, se profissionaliza em 1997 para a disputa da Terceira Divisão de Profissionais, à época intitulada Módulo Intermediário. Sua campanha foi regular, sétimo na classificação geral.
No mesmo ano disputa o Campeonato Brasileiro Feminino, após ficar em terceiro no estadual do Rio de Janeiro.
No ano seguinte, disputa ainda a Terceira Divisão. Na primeira etapa do campeonato é o terceiro, e por conseguinte, se classifica para a fase final, à qual termina em quinto lugar, tendo sido duas agremiações promovidas naquele ano. O Botafogo FC, atual Macaé Esporte Futebol Clube e o Cosmos Social Clube, de São Gonçalo.
Em 1999, se classifica em segundo na sua chave na fase inicial, atrás apenas do Centro Esportivo Arraial do Cabo. Na segunda fase é o segundo colocado, atrás do Angra dos Reis Esporte Clube, que se tornaria o campeão do certame. O time da Rocinha foi eliminado, pois somente o primeiro da chave logrou participação nas finais.
Apesar da eliminação no ano anterior, em 2000, o Raiz da Gávea foi convidado a integrar os quadros da Segunda Divisão, chamada à época de Módulo Extra - Série A2. Foi precocemente eliminado da competição pelo Heliópolis Atlético Clube em dois jogos eliminatórios, perdendo por 1 a 0 em casa e empatando sem gols fora.
Advém um período de inatividade que perdura até 2003, quando participa pela última vez de um campeonato profissional, a Segunda Divisão de Profissionais deste ano. É eliminado logo na fase inicial juntamente com o Esporte Clube Costeira, ao ficar em último em uma chave composta de três participantes, classificando-se apenas o primeiro colocado, o Mesquita Futebol Clube.
Após essa experiência, o clube das cores rubro-negras se licencia das competições de âmbito profissional, culminando com a sua posterior desfiliação junto à FFERJ por conta do período de inatividade superior a dois anos.
De acordo com a revista Placar 1127-A, de maio de 1997, o clube se chamava Olímpico Futebol Clube e passou a ter a denominação atual porque após as partidas os jogadores se acomodavam nas raízes de uma árvore grande que fica no meio da favela. Segundo a revista, essa localidade ganhou o nome de Raiz.
Houve uma proposta posterior para que a agremiação mudasse de nome para Raiz da Rocinha, mas não houve acerto.
Afastado da Rocinha por conta da violência e da tentativa de ingerência por parte dos bandidos, se radicou nos últimos anos na zona Oeste, mas a tentativa de ressurgimento no cenário esportivo não logrou êxito.

## Títulos
- 1996 - Campeão do Departamento de Futebol Amador da Capital, categoria Adultos;